# Universitatea Națională Taras Șevcenko din Kiev
Universitatea Națională Taras Șevcenko din Kiev (în ucraineană Київський національний університет імені Тараса Шевченка), situată în Kiev, este considerată cea mai prestigioasă instituție de învățământ superior din Ucraina. A fost fondată în 1834 de țarul Nikolai I ca Universitatea Imperială Sfântul Vladimir din Kiev și este a treia în ordine cronologică, după Universitatea din Liov⁠(en)[traduceți] și Universitatea din Harkov⁠(en)[traduceți]; de-a lungul timpului și-a schimbat numele de câteva ori. În era sovietică a fost una dintre primele trei universități din URSS, împreună cu Universitatea de Stat din Moscova și Universitatea de Stat din Sankt Petersburg. Este clasificată ca universitatea de top din Ucraina de principalele instituții de ranking: Academic Ranking of World Universities, QS World University Rankings și Times Higher Education World University Rankings. A produs mulți alumni faimoși; însuși Taras Șevcenko, interzis de la activitățile educaționale din motive politice, a lucrat pentru Universitatea din Kiev ca cercetător.

## Galerie de imagini

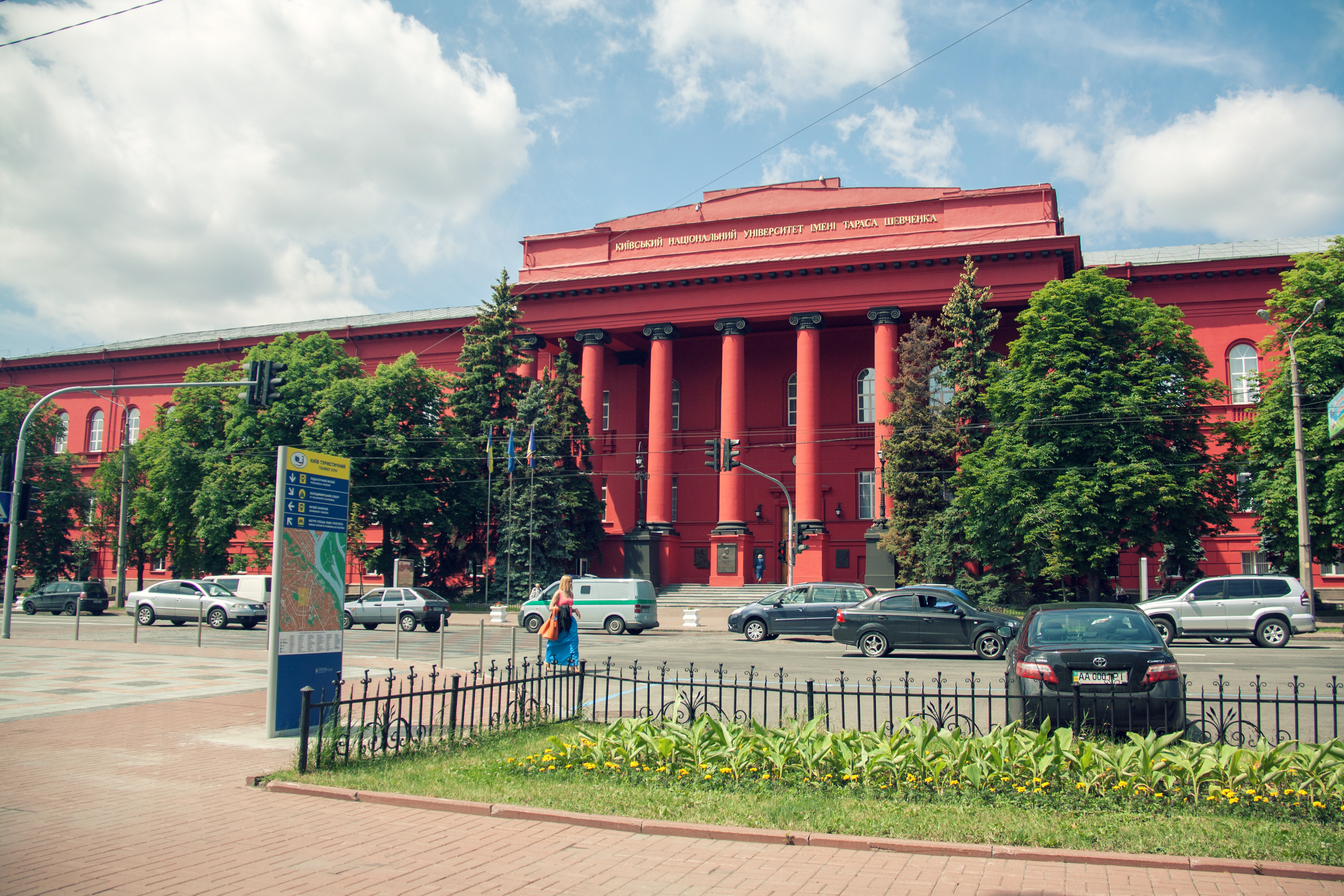
Clădirea principală
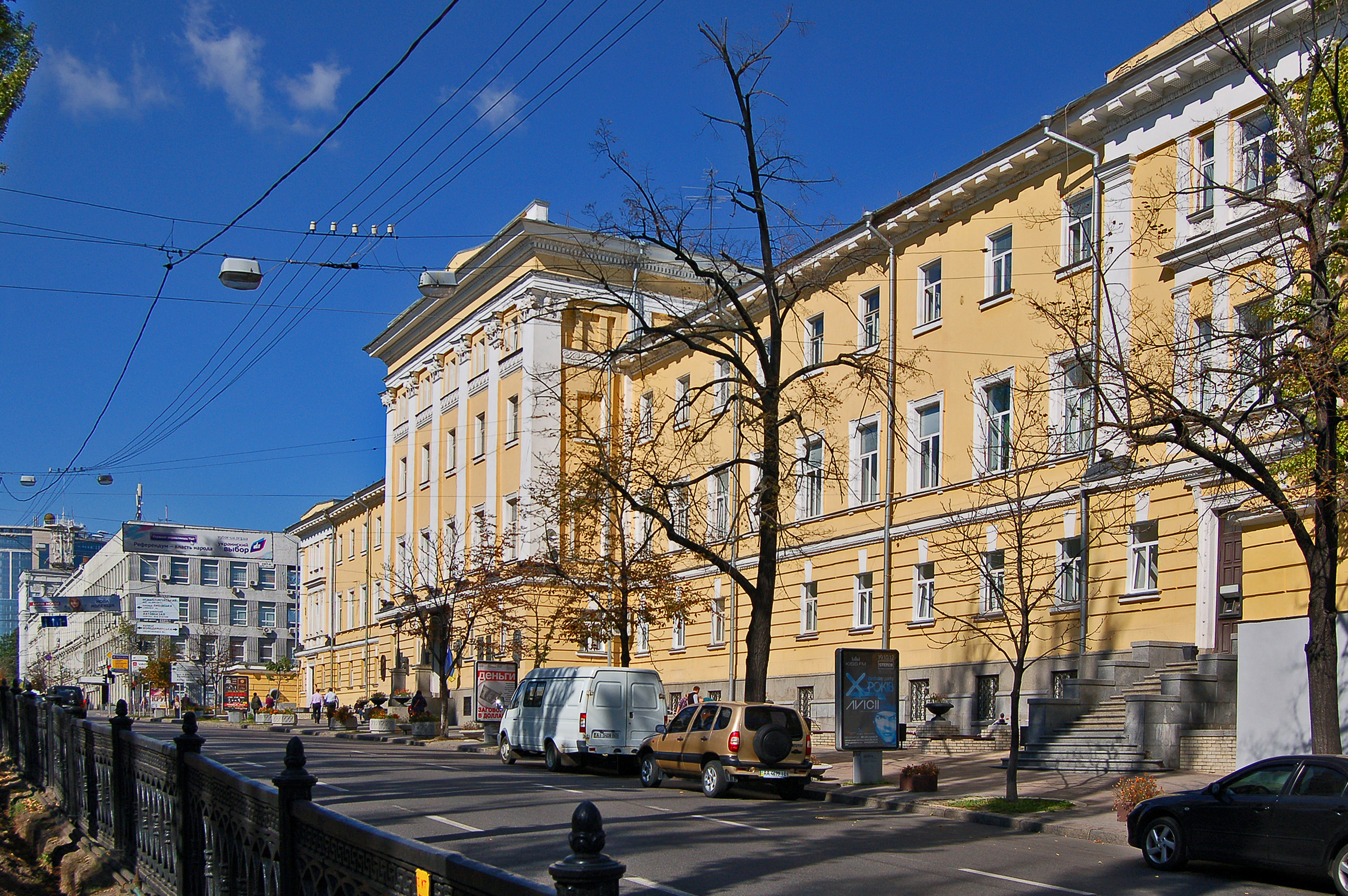
Casa galbenă
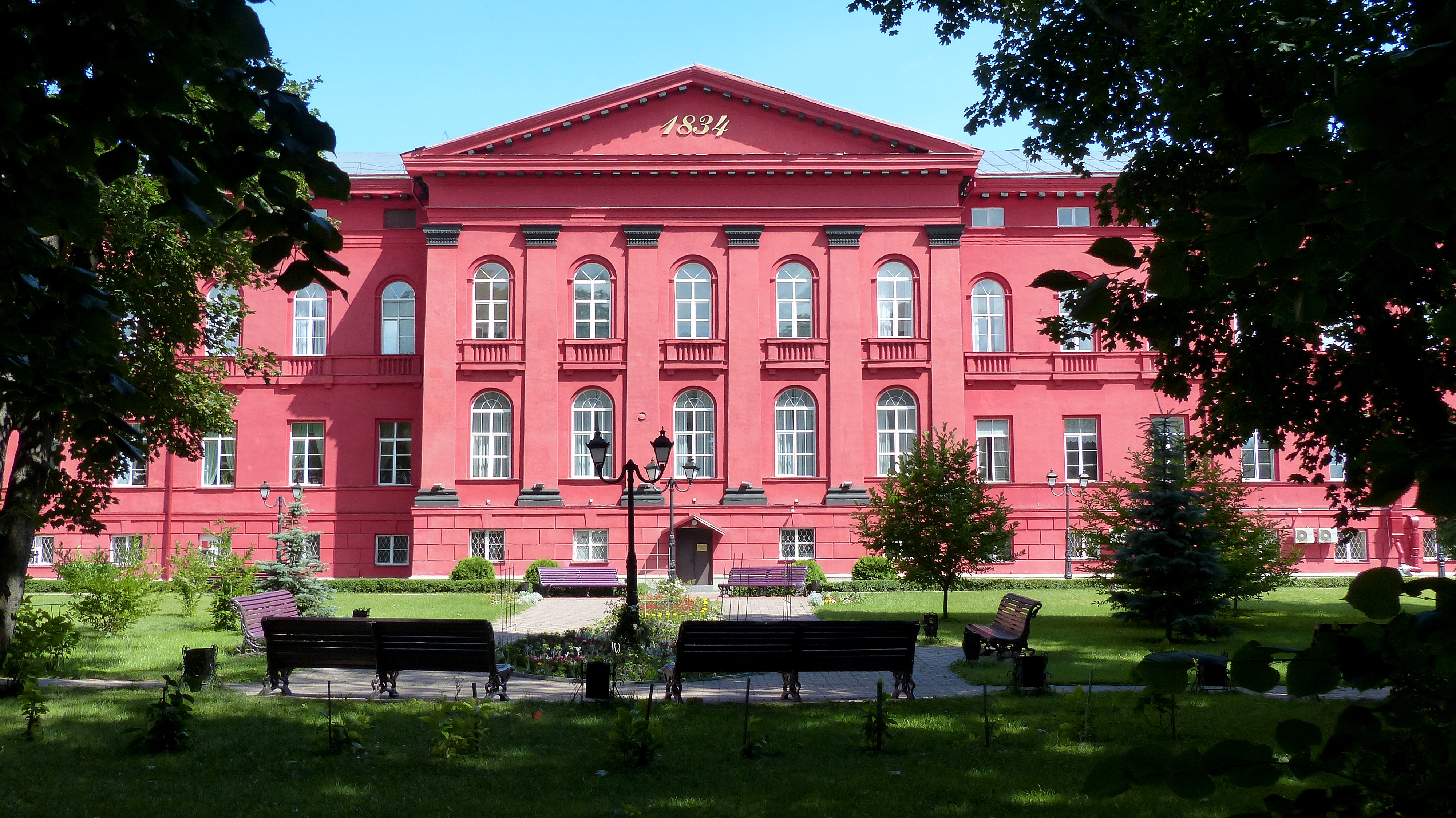
Casa roșie
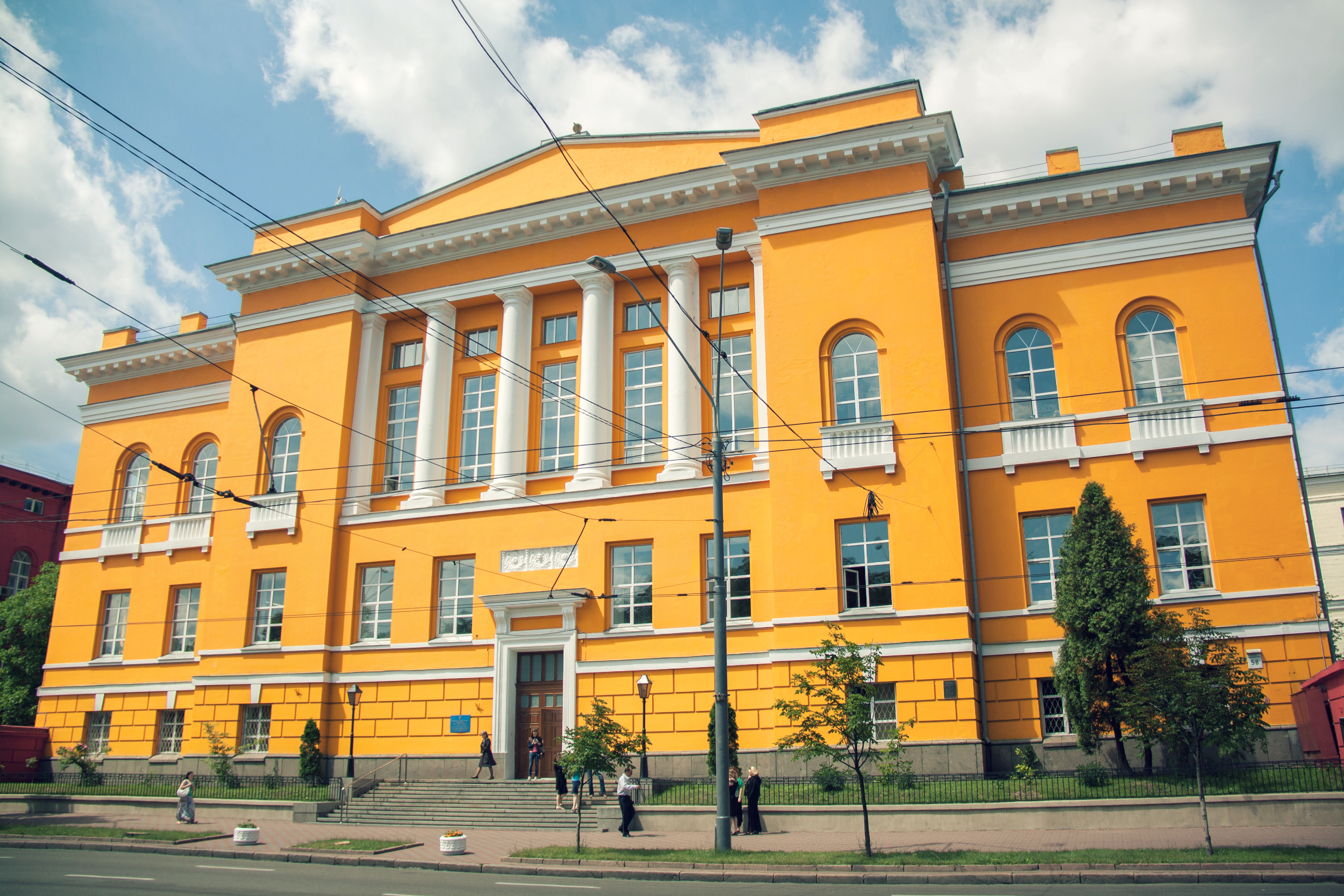
Clădirea bibliotecii